# Феррейра, Брунну
Брунну Ангулски Феррейра (порт. Brunno Angulski Ferreira; род. 11 ноября 1992 год, Куритиба, Парана, Бразилия) — бразильский боец смешанного стиля, выступающий под эгидой UFC в средней весовой категории.

## Карьера в MMA

### Ранняя карьера
В своём первом поединке в родном городе Куритиба дебютировав в лиге CFP, Феррейра встретился с Робсоном Эуфразиу, Феррейра победил удушающим приёмом (анаконда) в 1 раунде.
В своём втором профессиональном поединке Феррейра встретился с Карлусом Барбьери в лиге MFC и победил техническим нокаутом в 1 раунде.
Феррейра встретился с Витором Невес в лиге Katana Fight и победил техническим нокаутом во 2 раунде.
Феррейра встретился Алланом Силвой в лиге Future FC и победил удушающим приёмом (удушение сзади) в первом раунде.
Феррейра встретился с Эвертоном Полакини в лиге Maktub Fight Pro и победил удушающим приёмом (ручной треугольник) в первом раунде.
Феррейра встретился с Себастианом Феррейрой в лиге Big Shot Fight и победил техническим нокаутом во 2 раунде.
Феррейра встретился с Вэллом Оливейрой в лиге BFS и победил нокаутом в 1 раунде.
Феррейра встретился Адерсину ди Жизусом в лиге Big Shot Fight и победил техническим нокаутом в 1 раунде.

### Претендентская серия Дэйны Уайта
В своём девятом поединке Феррейра встретился с итальянцем Леоном Алиу на Претендентской серии Дэйны Уайта 2022: неделя 9, и победил техническим нокаутом в 1 раунде.

### Ultimate Fighting Championship
В своём дебютном поединке на UFC 283 Феррейра встретился с Грегори Родригесом и победил нокаутом в 1 раунде.
В своём втором поединке на UFC on ESPN: Стрикленд vs. Магомедов Феррейра встретился с бойцом из Узбекистана Нурсултоном Рузибоевым, он проиграл нокаутом в 1 раунде, тем самым прервалась его серия из 10 досрочных побед подряд.
Феррейра вернулся на турнире UFC Fight Night: Анкалаев vs. Уокер 2 победив Фила Хоуза нокаутом в 1 раунде и заработал свой первый бонус «Выступление вечера».
Феррейра встретился с Дастином Штольцфусом на турнире UFC on ESPN: Каннонир vs. Имавов и победил нокаутом в первом раунде и заработал второй бонус подряд «Выступление вечера».

## Титулы и достижения
- Ultimate Fighting Championship
  - Обладатель премии «Выступление вечера» (два раза) против Фил Хоуз и Дастин Штольцфус.

## Статистика в профессиональном ММА
| Боёв 16  | Побед 14 | Поражений 2 |
| -------- | -------- | ----------- |
| Нокаутом | 9        | 1           |
| Сдачей   | 5        | 1           |
| Решением | 0        | 0           |

| Результат | Рекорд | Соперник            | Способ                                                    | Турнир                     | Дата             | Раунд | Время | Место                                   | Примечание                |
| --------- | ------ | ------------------- | --------------------------------------------------------- | -------------------------- | ---------------- | ----- | ----- | --------------------------------------- | ------------------------- |
| Победа    | 14-2   | Джексон Маквей      | UFC 318                                                   | Сдача (армбар)             | 19 июля 2025     | 1     | 3:35  | Новый Орлеан, Луизиана, США             |                           |
| Победа    | 13-2   | Армен Петросян      | UFC 313                                                   | Сдача (армбар)             | 8 марта 2025     | 2     | 4:27  | Лас-Вегас, Невада, США                  |                           |
| Поражение | 12-2   | Абусупьян Магомедов | UFC 308                                                   | Сдача (ручной треугольник) | 26 октября 2024  | 3     | 3:14  | Абу-Даби, ОАЭ                           |                           |
| Победа    | 12-1   | Дастин Штольцфус    | UFC on ESPN: Каннонир vs. Имавов                          | KO (локоть с разворота)    | 9 июня 2024      | 1     | 4:51  | Луисвилл, Кентукки, США                 | «Выступление вечера» (2). |
| Победа    | 11-1   | Фил Хоуз            | UFC Fight Night: Анкалаев vs. Уокер 2                     | KO (удары)                 | 13 января 2024   | 1     | 4:55  | Лас-Вегас, Невада, США                  | «Выступление вечера» (1). |
| Поражение | 10-1   | Нурсултон Рузибоев  | UFC on ESPN: Стрикленд vs. Магомедов                      | KO (удары)                 | 1 июля 2023      | 1     | 1:17  | Лас-Вегас, Невада, США                  |                           |
| Победа    | 10-0   | Грегори Родригес    | UFC 283                                                   | KO (удар)                  | 21 января 2023   | 1     | 4:13  | Рио-де-Жанейро, Бразилия                | Дебют в UFC.              |
| Победа    | 9-0    | Леон Алиу           | Претендентская серия Даны Уайта 2022: неделя 9            | TKO (удары)                | 20 сентября 2022 | 1     | 1:35  | Лас-Вегас, Невада, США                  |                           |
| Победа    | 8-0    | Адерсину ди Жизус   | Big Shot Fight 3 — Big Shot 3: Goias vs. Santa Catarina   | KO (удар)                  | 4 июня 2022      | 1     | 1:53  | Гояния, Гояс, Бразилия                  |                           |
| Победа    | 7-0    | Вэлл Оливейра       | BFS 8 — Brazilian Fighting Series 8                       | TKO (удары)                | 16 апреля 2022   | 1     | 4:40  | Куритиба, Парана, Бразилия              |                           |
| Победа    | 6-0    | Себастиан Феррейра  | Big Shot Fight 2 — Big Shot 2: Florianopolis vs. Curitiba | TKO (удары)                | 23 января 2022   | 2     | 0:12  | Флорианополис, Санта-Катарина, Бразилия |                           |
| Победа    | 5-0    | Эвертон Полакини    | Maktub Fight Pro — Maktub                                 | Сдача (ручной треугольник) | 21 августа 2021  | 1     | 3:51  | Куритиба, Парана, Бразилия              |                           |
| Победа    | 4-0    | Аллан Силва         | Future FC — Road to Future 3                              | Сдача (удушение сзади)     | 1 августа 2021   | 1     | 1:12  | Гояния, Гояс, Бразилия                  |                           |
| Победа    | 3-0    | Витор Невес         | Katana Fight 10 — Roverso vs. Henrique                    | TKO (удары)                | 7 декабря 2019   | 2     | 1:08  | Парана, Бразилия                        |                           |
| Победа    | 2-0    | Карлус Барбьери     | MFC — Metanoia Fight Combat 4                             | TKO (удары)                | 5 октября 2019   | 1     | 2:45  | Куритиба, Парана, Бразилия              |                           |
| Победа    | 1-0    | Робсон Эуфразиу     | CFP 7 — Curitiba Fight Pro 7                              | Сдача (Анаконда)           | 6 апреля 2019    | 1     | 2:00  | Куритиба, Парана, Бразилия              |                           |